# Загорный (Мордовия)
Загорный — поселок в составе  Шишкеевского сельского поселения Рузаевского района Республики Мордовия.

## География
Находится на расстоянии примерно 23 км на северо-запад по прямой от районного центра города Рузаевка.

## История
Основан в начале 1920-х годов. В 1931 году учтено в поселке 42 двора.

## Население
Постоянное население составляло 2 человека (русские 100%) в 2002 году, 0 в 2010 году.